# Jongbloed & Joosten
Jongbloed & Joosten was een actueel, informatief, educatief en speels praatprogramma van de TROS en werd gepresenteerd door Jaap Jongbloed en de van de VARA afkomstige omroepster Astrid Joosten. Het programma werd vanaf begin 1988 wekelijks rechtstreeks uitgezonden vanuit de TROS Nieuwsstudio in het World Trade Center in Amsterdam.
In het programma werden bekende en onbekende gasten ontvangen en werden allerlei onderwerpen behandeld. Ook werden er met de gasten en het publiek spelletjes gespeeld. Daarnaast waren er ook vaste rubrieken zoals de "Stip" waar een gast die de afgelopen week in het nieuws stond op een stip midden in de studio werd ondervraagd en de "Agenda" waarbij met een gast zijn of haar agenda werd doorgenomen. Het programma dat regelmatig met primeurs kwam werd een succes, waarbij kijkcijfers van vier miljoen niet ongebruikelijk waren. Dat was mede mogelijk doordat er nog nauwelijks concurrentie van commerciële televisie was.  
Na ruim twee jaar en ongeveer 100 afleveringen was op 29 juni 1990 de laatste uitzending. Er was een conflict met de TROS ontstaan over het budget waarbij een opgestapte redacteur niet mocht worden vervangen omdat er van de directie moest worden  bezuinigd. Joosten en Jongbloed gingen daarmee niet akkoord en ook na een tweede gesprek ging de TROS niet overstag waarmee ze besloten te stoppen met het programma. Joosten, die in tegenstelling tot Jongbloed niet in vaste dienst was bij de TROS maar freelancer, ging weer terug naar de VARA en Jongbloed kreeg ander werk bij de TROS. 
De tune van het  programma was het nummer "Desert Theme" van  Toto.
In 2005 had John de Mol jr. het plan voor een nieuwe reeks bij zijn nieuwe zender Talpa maar daar voelden Joosten en Jongbloed niets voor. In 2014 verklaart Astrid Joosten in een vraaggesprek dat er volgens haar ook in de toekomst geen hernieuwde samenwerking met Jaap Jongbloed meer in zal zitten.

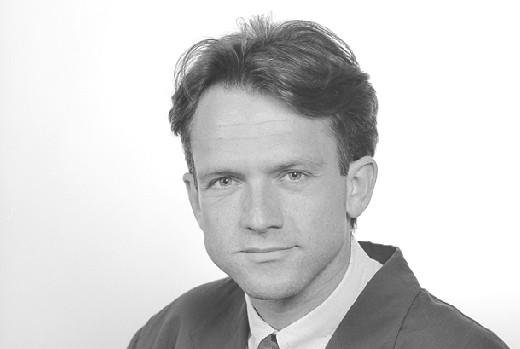
Jaap Jongbloed
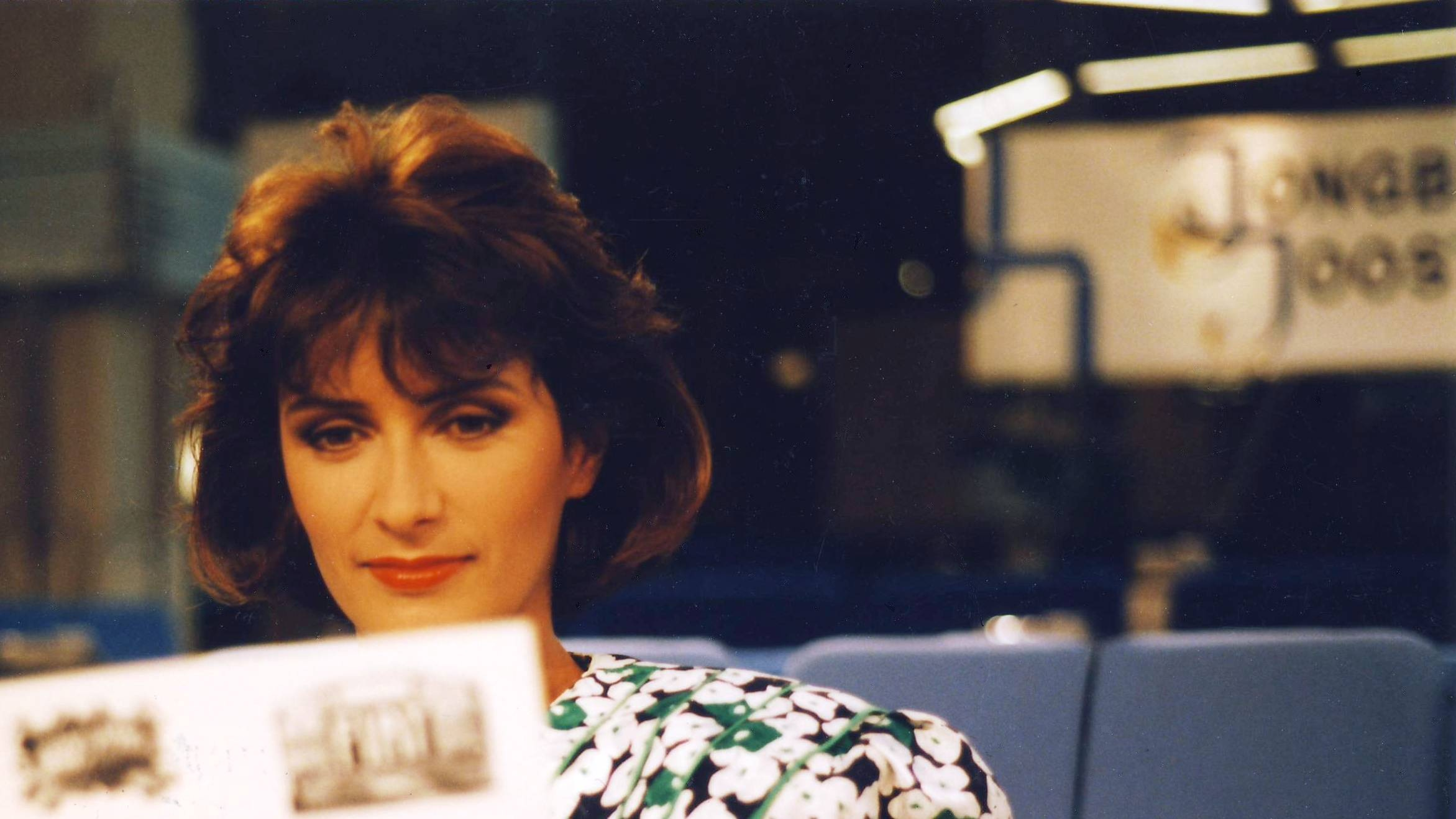
Astrid Joosten